# Сосенка (Шимский район)
Сосенка — деревня в Шимском районе Новгородской области, входит в Медведское сельское поселение.
Деревня расположена левом берегу Кибы (приток Мшаги, бассейн Шелони). Ближайшие деревни: Малые Угороды, Большие Угороды, Кленевец.

## Примечания

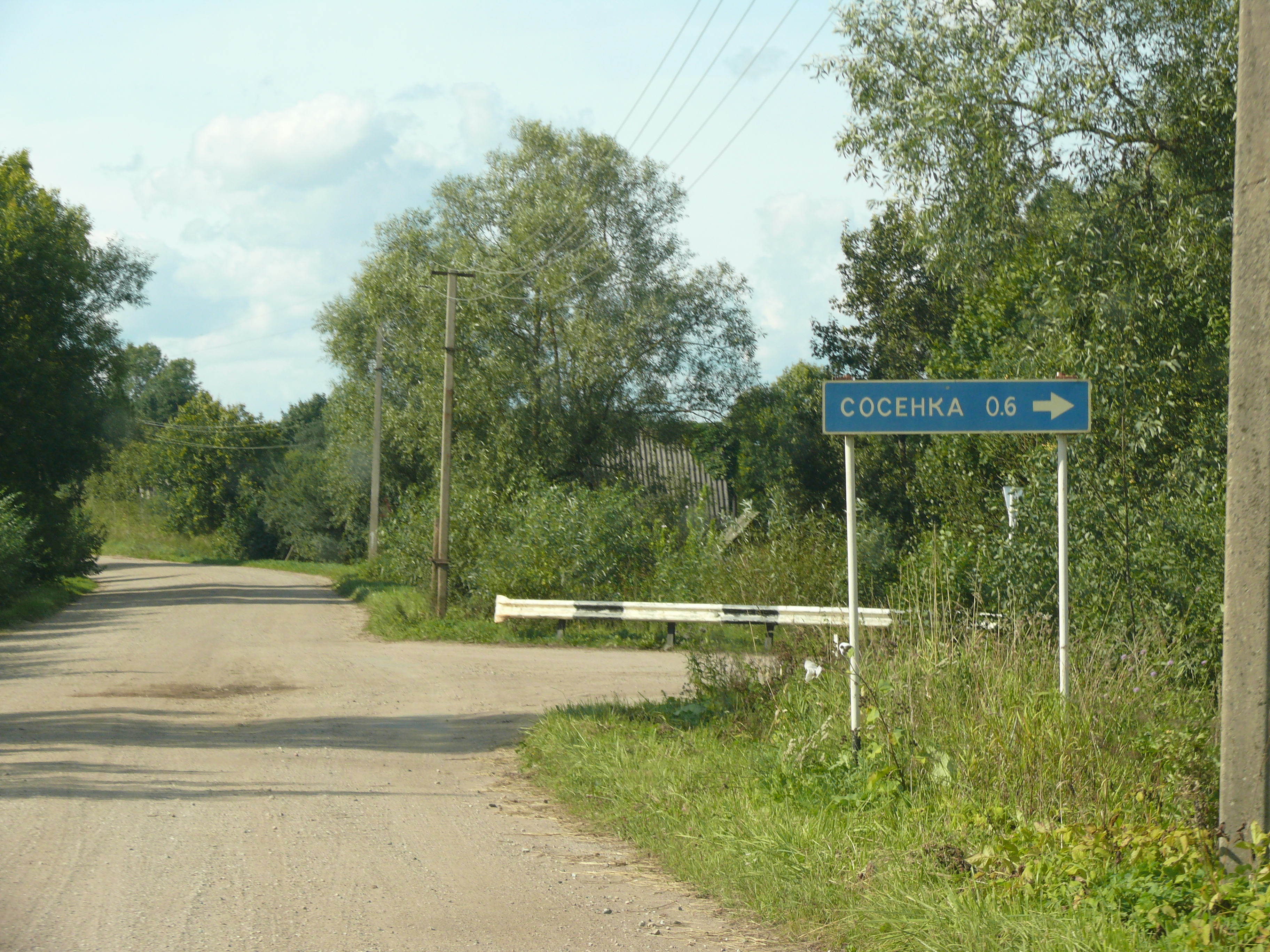
Поворот на Сосенку в деревне Большие Угороды